# Аросемена, Хуан Демостенес
Хуан Демостенес Аросемена Барреати (исп. Juan Demóstenes Arosemena Barreati; 24 июня 1879, Панама — 16 декабря 1939, Пенономе, провинция Кокле) — панамский политик и государственный деятель, член Национально-либеральной партии. Президент Панамы (1936—1939).
Его шурин — Алькибиадес Аросемена, занимал пост президента Панамы с 1951 по 1952.

## Биография
В юности жил в Эквадоре. После отделения Панамы от Колумбии, вернулся в Панаму. Во время правления Мануэля Амадора, работал в Министерстве народного просвещения; занимал должности министра иностранных дел, сельского хозяйства и министра общественных работ. Был губернатором провинции Колон, секретарём Верховного суда и секретарем Национального собрания. Во время его президентского срока в стране были проведены IV Центральноамериканские и Карибские спортивные игры, были построены Национальный стадион и Олимпийский бассейн. Национальным цветком Республики Панама стал Цветок Святого Духа.
В 1936 году, был избран конституционным президентом республики. Был создателем Ордена Васко Нуньеса де Бальбоа, высшей награды в Панаме. В 1939 году, умер от естественной причин.

## Память
- Коррегимиенто в округе Аррайхан также был назван в его честь
- Педагогической школы Сантьяго, которая в настоящее время носит его имя